# Ans, Danmark
Ans är en småstad vid Tange Sø, i Silkeborgs kommun i  Mittjylland i Danmark. Den ligger 9 kilometer 
från Bjerringbro och hade 1 912 invånare år 2021.